# Метелик (фільм, 1973)
 «Метелик» (фр. Papillon) — кримінальна драма режисера Франкліна Шеффнера, екранізація однойменного автобіографічного твору колишнього в'язня Анрі Шарр'єра. Прем'єра фільму відбулася 16 грудня 1973 року.

## Сюжет
«Метелик» — прізвисько французького злочинця Анрі Шар'єра, помилково звинуваченого в убивстві і засудженого до довічного ув'язнення в тюрмі для особливо небезпечних злочинців, у Французькій Гвіані. Він робить різні спроби втекти, але постійно зустрічається з труднощами і його повертають назад. Він не залишає свого наміру, навіть перебуваючи в камері  одиночного ув'язнення. Після численних втеч, перебування у індіанців і в латиноамериканській в'язниці, він потрапляє на  французький острів-колонію, звідти неможливо відплисти через круті береги. Тоді Анрі споруджує пліт з мішка з кокосами і стрибає на ньому з обриву в припливну хвилю. Так «Метелик» знаходить свободу.

## У ролях
- Стів Макквін — Анрі «Метелик» Шар'єр
- Дастін Гоффман — Луї Дега
- Дон Гордон — Джулія
- Ентоні Зербе — Тюссен, начальник колонії
- Вудро Парфрі — Клюзо
- Білл Мамі — Ларіо
- Джордж Кулуріс — доктор Шаталов
- Вільям Смізерс — наглядач Барро
- Вел Евері — Паскаль
- Грегорі Сьєрра — Антоніо
- Вік Тейбек — сержант
- Міллс Вотсон — охоронець
- Рон Собл — Сантіні
- Барбара Моррісон — мати-настоятелька
- Дон Ганмер — продавець метеликів
- Е. Дж. Андре —
- Річард Ангарола — комендант
- Джек Денбі —
- Лен Лессер — охоронець
- Джон Куейд —
- Фред Садофф — наглядач
- Аллен Джаффе — тюремний наглядач
- Лаєм Данн — куратор
- Віктор Джорі — індіанський вождь

### У титрах не вказані
- Пітер Броккі — лікар
- Річард Фарнсуорт — мисливець за головами
- Фред Лернер — укладений на кораблі
- Гаррі Монті — Далтон Трамбо — комендант
- Біллі М. Грін — старий
- Енн Бірн Гоффман — мадам Дега
- Елен Мосс — черниця
- Кен Магглстон — митник

## Номінації та нагороди
- 1974 — номінація на «Оскар» в категорії «Найкраща музика — Найкращий оригінальний саундтрек» — Джеррі Голдсміт
- 1974 — номінація на «Золотий глобус» в категорії  «Найкраща чоловіча роль — драма» — Стів Маккуїн